# Idanha-a-Nova
Idanha-a-Nova es una villa y un municipio portugués perteneciente al distrito de Castelo Branco, región estadística del Centro (NUTS II) y comunidad intermunicipal de Beira Baixa (NUTS III). La vila cuenta con cerca de 2500 habitantes. Los veranos aloja el psicodélico Boom Festival.

## Geografía
El municipio es uno de los más extensos de Portugal, con 1412,73 km² de superficie. Cuenta con 8356 habitantes (2021) y está subdividido en 13 freguesias. Limita al norte con los municipios de Penamacor, al este y sur por España y al oeste por Castelo Branco y por Fundão.

## Freguesias
Las freguesias de Idanha-a-Nova son las siguientes:
- Aldeia de Santa Margarida
- Idanha-a-Nova e Alcafozes
- Ladoeiro
- Medelim
- Monfortinho e Salvaterra do Extremo
- Monsanto e Idanha-a-Velha
- Oledo
- Penha Garcia
- Proença-a-Velha
- Rosmaninhal
- São Miguel de Acha
- Toulões
- Zebreira e Segura

## Demografía
| Gráfica de evolución demográfica de Idanha-a-Nova entre 1849 y 2021 |
|                                                                     |
| Datos según el nomenclátor publicado por el INE portugués.          |

## Patrimonio
- Edifício en la Rua de São Pedro (26-28)
- Edifício en la Rua de São Pedro (13-15)
- Casa Pignatelli, casa blasonada en la Rua José Silvestre Ribeiro nº41
- Ruínas do Castelo de Idanha-a-Nova